# Подувальный
Подувальный — ручей на полуострове Камчатка в России, протекает по территории Быстринского и Мильковского районов Камчатского края. Длина реки — 23 км.
Начинается на северном склоне горы Лысой, обтекает её с западной и южной сторон, после чего принимает юго-восточное направление течения. Протекает между горами Погодайка и Кубинская в долине, поросшей березняком. Впадает в реку Малая Кимитина слева на расстоянии 83 км от её устья на высоте ниже 404 метров над уровнем моря.
Основные притоки — ручьи Глухариный, Граничный, Равнинный (все — правые).
По данным государственного водного реестра России относится к Анадыро-Колымскому бассейновому округу. Код водного объекта — 19070000112220000013694.